# Die drei Mönche zu Kolmar
Die drei Mönche zu Kolmar ist ein Märe in 404 Versen aus dem 14.–15. Jahrhundert. Sie verwendet typische Elemente eines Schwanks und gilt als Musterbeispiel für den schwarzen Humor im Mittelalter. Ein zentraler Punkt für die Bedeutung dieses Werkes ist das Epimythion, die einer Fabel angehängte Moral oder Nutzanwendung.

## Text, Autor und Entstehung
Das Werk Die drei Mönche zu Kolmar ist ein anonym verfasstes Märe. Der Verfasser mystifiziert seine Autorschaft, indem er sich den Übernamen „Niemand“ zulegt. Es umfasst 404 Verse und ist in einer Verserzählungsform geschrieben. Überliefert ist das Werk im Codex Donaueschingen 104 („Liedersaal-Handschrift“) und befindet sich heute in der Badischen Landesbibliothek in Karlsruhe. Die „Kritische Ausgabe“ ist von Niewöhner,  gefolgt von De Boor mit willkürlichen und nicht gekennzeichneten Änderungen. Grubmüllers kritische Ausgabe basiert auf der Version von Niewöhner, wobei Grubmüller, wo immer es zu rechtfertigen ist, zum Wortlaut der Handschrift zurückkehrt.
Über Autor und Entstehung des Werkes ist nichts Genaues bekannt. Aufgrund von Eigenschaften des Reimstils und Wortschatzes wird allerdings angenommen, dass der Autor ein Ostalemanne war. Es wird generell angenommen, dass der Autor aus Kolmar stammt. Man hat den Autor in den Kreisen des weltlichen Klerus vermutet, der mit den Orden um das Recht des Beichte hörens stritt. Als Entstehungszeit wird vielerorts das späte 14. Jahrhundert angenommen. Das letzte der Klöster, die im Werk erwähnt werden, ist allerdings erst 1413 gegründet worden, weswegen die Märe auch etwas später entstanden sein könnte. Die überlieferte Version in der Liedersaal-Handschrift stammt von 1430.

### Motivgeschichte
Eine Reihe anderer Werke sind thematisch ähnlich dem Werk „Die drei Mönche zu Kolmar“. Es gibt mindestens 14 Fassungen dieser Art, größtenteils europäisch. Der Motivkomplex umspannt eine Reihe von orientalischen, altfranzösischen und italienischen Geschichten. Den Ursprung kann man auf die orientalische Geschichte von den drei Buckligen zurückführen. Eine Geschichte aus diesem Motivkomplex ist das französische Fabliau Estormi aus dem 13. Jahrhundert. Es steht in seinen Grundzügen und verschiedenen Einzelbezügen in enger Beziehung mit „Die drei Mönche zu Kolmar“ und hat möglicherweise als Vorlage für dieses Werk gedient. Denkbar ist auch, dass der Autor sich direkt aus dem Motivkomplex bedient hat, ohne Kenntnis des Estormi. Die Historikerin Frauke Frosch-Freiburg vertritt die Meinung, dass „Niemand“ „den Stoff selbständig und ohne Beeinflussung durch die vorliegenden frz. Fassungen aufgegriffen“ habe.

### Liste von Werken aus dem Motivkomplex
- Geschichten, die die orientalische Konstellation mit drei buckligen Liebhabern fortsetzen:
  - das Fabliau Les trois Bocus des Durand, 1. Hälfte des 13. Jahrhunderts, Pikardie[12]
  - eine Novelle des Antonfrancesco Doni (Nr. 2), um 1543[13]
  - eine Novelle des Giovan Francesco Straparola aus der Mitte des 16. Jahrhunderts[14]

- Geschichten, die den Stoff mit Elementen der Klerikersatire anreichern, indem sie Priester als Liebhaber einführen:
  - das Fabliau Des IV Prestres des Haiseau, 13. Jahrhundert[15]
  - eine Novelle des Giovanni Sercambi vom Ende des 14. Jahrhunderts[16]
  - ein Erzähllied des Jörg Graff, 1. Hälfte 16. Jahrhundert[17]
  - die Geschichte von einem bawren und dreyen pfaffen, auch einem landtsknecht von Valentin Schumann[18].

## Inhalt (Zusammenfassung)
Die Handlung spielt in Kolmar. Sie hat als Hauptpersonen ein dort ansässiges Ehepaar. Die Frau möchte ihre Osterbeichte ablegen und geht zu diesem Zweck in ein lokales Kloster (V. 24–30). Nach Ablegen der Beichte erlegt ihr der Mönch auf, als Buße gegen ein Entgelt von 30 Mark mit ihm zu schlafen (V. 50). Sie will auf das Angebot nicht eingehen und vertröstet ihn daher unter dem Vorwand, erst zu Hause prüfen zu müssen, ob die Zeit gut sei. Das wiederholt sich noch zweimal in zwei weiteren Klöstern, mit jeweils gesteigerten Geldbeträgen von 60 (V. 97) und 100 (V. 121) Mark. Die Frau geht daraufhin nach Hause, um ihren Mann um Rat zu fragen. Der überlegt nicht lange und ersinnt eine List, an das Geld zu kommen und die Mönche dennoch zu bestrafen (V. 161ff). Die Frau bestellt daraufhin die drei Mönche zu unterschiedlichen Nachtzeiten zu sich nach Hause unter dem Vorwand, ihr Mann habe die Stadt verlassen. Sie hält die Mönche dazu an, das Geld vorab zu übergeben. Nach der Geldübergabe schlägt ihr Mann von außen gegen die Wand, und die erschreckten Mönche springen in einen Zuber kochenden Wassers, wo sie sich zu Tode verbrühen (V. 212ff).
Im Anschluss bezahlt der Mann einem zufällig vorbeikommenden, betrunkenen Wanderstudenten 4 Pfennig, den ersten Mönch zum Rhein zu tragen (V. 292ff). Als dieser wiederkommt, um seinen Lohn abzuholen, hat er ihm bereits den nächsten Mönch hingelegt und behauptet, es handele sich um denselben Mönch. Das wiederholt sich auch noch ein drittes Mal. Auf dem Rückweg läuft dem Studenten ein unbeteiligter Mönch über den Weg, den er dann auch noch in den Rhein befördert, da er ihn für den wieder aufgestandenen Toten hält, um damit seine Aufgabe endlich erfüllt zu haben (V. 339ff).
Wenn man die Geschichte bezüglich des schwarzen Humors untersucht, kann man sie im Wesentlichen in zwei Teile aufteilen: Der erste Teil hat den Hauptzweck, drei möglichst ähnliche Leichen am selben Ort zu versammeln, während der zweite Teil sich mit der Beseitigung der Leichen befasst.

## Epimythion
Original

diz bîspel ich hie vor sage

und bewaert sich alle tage

und beschiht niht selten,

daz der unschuldic muoz engelten

des schuldigen missetât.

hiemit diu rede ein ende hât.

dâ von hüeten sich gelîche

beide arm unde rîche

vor solîcher missetât.

wan ez im niht wol ergât,

der versuochet ungewonlich spil

und dâ von niht lâzen wil,

als diese münche nun hânt getân.

des sol man in den schaden lân,

sît si verkêrten di bîht.

daz richet got. sô Nieman spricht.

(390)

(395)

(400)

(404)
Die Übertragung lautet:

Dieses Beispiel dass ich hier vortrage,

das jeden Tag

und nicht selten geschieht,

dass der Unschuldige büßen muss

für die Untat eines Schuldigen.

Hiermit ist die Geschichte zu Ende.

Davor hüten sich zu gleichen Maßen

Sowohl arm wie reich,

vor einer solchen Untat,

Weil es jenen nicht gut ergeht,

die ein unsittliches Anliegen haben

und davon nicht ablassen wollen,

wie es diese Mönche getan haben.

Die haben ihre Strafe verdient,

Da sie die Beichte missbrauchten.

Das richtet Gott. Das sagt Niemand.
Das Epimythion (V. 389–404), also der Schlussteil der Märe, ist von zentraler Bedeutung für die Bedeutung des Werkes. Hier erst wird die Märe von einer unterhaltsamen Geschichte zu einem bîspel (V. 389) erhoben. Im Fall dieses Werkes ist das Epimythion besonders interessant, da es bei genauerem Hinsehen nicht in sich schlüssig ist. Das Epimythion ist der Schwerpunkt verschiedener Untersuchungen dieses Werkes. Für Grubmüller und Haug ist diese Märe ein Beispiel des sinnlosen, eine „gnadenlose Absurdität der Welt“. Schnell hat seinen Ausführungen widersprochen: Dadurch, dass er nur einen Teil des Epimythons berücksichtigt habe, sei ihm der enthaltende Widerspruch entgangen. Für Schnell ist das Epimythion ein Beitrag zum Theodizee-Problem, und der Widerspruch soll den Leser auf die dem Werk zugrunde liegende Lehre aufmerksam machen. Waltenberger hat in seinen Ausführungen zentral die Kontingenz untersucht. Der Kontext der Theodizeefrage sei zwar relevant für dieses Werk, aber der Text hebt sich von den theoretischen Diskursen dieses Kontextes ab.

### Unstimmigkeiten
Zunächst ist hier eine zweifache Aufforderung, sich stets gerecht zu verhalten enthalten: Zum einen, da durch solche Untaten auch Unschuldigen Unheil droht (V. 391–397), zum anderen, weil Gott die Übeltäter bestraft (V. 398–404). Doch in diesen beiden Aufforderungen liegt bei genauerem Hinsehen ein Widerspruch: Gott bestraft die Schuldigen, ist damit also der Garant für Gerechtigkeit. Aber andererseits kann er die Unschuldigen, hier den vierten Mönch (V. 339ff), auch nicht beschützen. Damit scheidet er als Garant für universelle Gerechtigkeit gerade aus.

### Theodizeefrage
In diesem Gegensatz findet sich nach Schnell das Theodizeeproblem wieder. Es ist ein in mittelalterlichen Texten häufig behandeltes Problem, in dem es um die Frage geht, warum Gott die Unschuldigen nicht beschützt und im Gegenteil die Schuldigen nicht bestraft. Ein Satz, der im Rahmen dieser Diskussion immer wieder hervorgehoben wurde, ist, dass Menschen keine Einsicht in Gottes Pläne haben. Demzufolge ist es Menschen nicht möglich, Schuld oder Unschuld zu erkennen. Im Werk wird das vom Erzähler bereits angedeutet: Das angeblich untadelige Ehepaar handelt aus egoistischen Motiven, nämlich Gewinnsucht, und auch die fromme Ehefrau hat keine Probleme damit, Beihilfe zum Mord zu leisten. Auch der Wanderstudent ist nur an Geld interessiert. Der Einzige, der frei von Schuld ist, ist der vierte Mönch. Aber im Rahmen der Theodizeefrage kann man sich auch bei ihm die Frage stellen, ob er sich nicht auch auf eine unbekannte Art und Weise schuldig gemacht hat. Die Einsicht, die der Rezipient aus diesem Werk ziehen soll, ist demzufolge die Einsicht der Beschränkung menschlicher Urteile.
Diese Interpretation würde allerdings voraussetzen, dass der vierte Mönch wirklich in irgendeiner Form schuldig ist. Dafür bietet der Text jedoch keinerlei Anhaltspunkte: Der Mönch wird vom Autor als unschuldig bezeichnet, und der Mönch war gerade auf dem Weg zur Messe, um seine Sünden zu büßen (V. 339).
Dadurch, dass dieses Büßen der Sünden durch den Schüler vereitelt wurde, wird der Leser wieder an das Unrecht erinnert, das die ganze Geschichte begonnen hat: die Verhinderung der Sündenreinigung.

### Weltliche Verunsicherung
Michael Waltenberger hat das Epimythion noch etwas eingehender untersucht. Erst im Epimythion wird die Geschichte von einer einfachen Unterhaltungsgeschichte zu einem Beispiel (V. 389) erhoben. Sie zeigt exemplarisch, dass häufig ein Unschuldiger für einen Schuldigen büßen muss. Hätte die Rede jetzt wirklich ein Ende, wie in Vers 394 behauptet, würden die Zufälligkeiten, die im Handlungsverlauf zum Tod eines Unschuldigen führen, eine paradoxe Bedeutung bekommen. Die kommentierende Rede wird allerdings noch ein Stück fortgesetzt und leitet aus dem vorherigen eine unspezifische Lehre ab (V. 395–397). Der Fokus verschiebt sich im Folgenden vom Tod eines Unschuldigen auf die Schuld der anderen drei Mönche.
Das Epimythion hat im Vers 394 mit der verfrühten Schlussformel eine Sollbruchstelle. Dadurch wird signalisiert, dass es nicht die gesamte Geschichte umfassen kann. Die Geschichte ist mehr als eine „vremdiu maere“ (V. 4), aber zu speziell, um als bîspel (V. 389) zu gelten. Das Epimythion schreibt dem Text also keinen umfassenden Sinn zu. Im Gegenteil stellt es durch den letzten Vers die Gesamtgeltung des Textes in Frage: In Vers 404 wird die höchste Ordnungsinstanz in der erzählten Welt angerufen, nur um sofort danach wieder annulliert zu werden. Die Annullation erfolgt durch die Wahl des Synonyms des Autors „Niemand“.
Um dem zufälligen Geschehen in diesem Werk einen übergeordneten Sinn zu geben, muss man es entweder verabsolutieren oder eliminieren. Im ersten Fall würde es dann einen radikalen Gegenentwurf zur göttlichen Ordnung darstellen, im zweiten die göttliche Ordnung selbst. Wahrscheinlicher ist es aber, dass die Pointe des Textes nicht die göttliche Ordnung oder ihr Gegenteil repräsentiert, sondern einen solchen universellen Geltungsanspruch in Frage stellt oder sogar dementiert. Statt die göttliche Ordnung darzustellen, würde er die Abhängigkeit zwischen Religion und Ökonomie darstellen. Diese Abhängigkeiten greifen im Verlauf der Geschichte so stark ineinander, dass sie in den Grenzen des Textes nicht zu hierarchisieren sind. Dem liegt wohl die weltliche Verunsicherung der Menschen des Mittelalters zu Grunde: Die Erfahrung nämlich, dass sich das alltägliche Handeln immer stärker an Teilordnungen religiöser oder ökonomischer Natur orientiert, deren Gesamtheit nicht mehr zu durchschauen ist.

## Promythion
Als mir ein maere ist geseit

Vür eine ganze wârheit,

daz beschach ze Kolmaere.

Nu vernemet vremdiu maere,

wie uns ein man hât her geseit,

der von Kolmaere reit:

(5)
Mir ist eine Geschichte erzählt worden

Die komplett wahr sein soll

Die hat sich in Kolmar zugetragen.

Nun hört diese ungewöhnliche Geschichte

Wie sie ein Mann erzählt hat,

der aus Kolmar kam.
Das Promythion einer Märe beinhaltet häufig Ansprüche wie kompletten Wirkungsbereich. In diesem Fall allerdings entfällt dieser Anspruch; der Leser wird stattdessen auf eine seltsame Geschichte (V.4) eingestimmt, die dennoch komplett wahr sein soll. Dieser Wahrheitsgehalt wird verbürgt durch jemanden der aus Kolmar kam, um diese Geschichte zu erzählen. Dadurch wird diese Erzählung zu einem partikulären Einzelfall, der auch noch durch einen Bürgen als Wahrheit präsentiert wird. Dies lässt eine gewisse Sonderstellung gegenüber ihrem Kontext erkennen.

### Logische Unstimmigkeiten
In der Originalerzählung „die drei Buckligen“ bestand die Ähnlichkeit der Leichen in einem Buckel, während sie hier in den Kutten der Mönche besteht. Es handelt sich hierbei wahrscheinlich um eine Kleriker-Satire. Dies wird durch das Festlegen der Handlung auf einen gut bekannten Ort wie Kolmar, sowie der Spezifizierung von drei dort tatsächlich vorhandenen Orden (Dominikaner, Franziskaner, Augustiner) bekräftigt. Bei genauerer Betrachtung fällt eine Reihe von Unstimmigkeiten auf: Die größte Ungereimtheit ist die Entfernung von Kolmar bis zum Rhein, die man in einer Nacht nicht viermal hin und zurück bewältigen kann, erst recht nicht mit einer Last, wie sie der Wanderschüler zu tragen hat. Weiterhin müsste der Schüler eigentlich merken, dass jeder der drei Mönche eine andere Kutte trägt. Laut der Erzählung packt er eine der Mönchsleichen an den Haaren (V. 290), was bei der traditionellen Tonsur von Mönchen nicht möglich sein sollte. Und die Gattin, die ein so zartes Gewissen hat, dass sie zur Erfüllung ihrer Osterbeichtpflicht drei Versuche unternimmt, hat keine Probleme damit, die Mönche zu ermorden. Es ist allerdings anzunehmen, dass der Autor durch die bewusste Auswahl der drei Klöster die Möglichkeit genutzt hat, um den Klerikern von Kolmar „eins auszuwischen“.

### Erster Teil
Warum die Geschichte nicht als grausam, sondern als lustig empfunden wurde, liegt zum Teil an der Wahl der Gattung. Die Verserzählung als Darbietungsform des Schwanks gab den Zuhörern bereits ein Zeichen, dass gelacht werden darf. Es wird das ewige Schema des Schwanks, die Übertrumpfung angewendet. Darüber hinaus wird ein wiederholtes Dreierschema benutzt, was zur Mechanisierung der Handlung beiträgt. Der Autor hat das Dreierschema dabei immer so weit abgewandelt und vereinfacht, dass der Hörer jedes Mal etwas mehr über die betrogenen Betrüger ins Lachen gekommen sein dürfte. Darüber hinaus dient die Diskrepanz zwischen erwartetem und eintretendem, zwischen Mönchsgelübde und Verhalten, als Faktor für Komik. Die Figur des Mönches selbst besitzt im Schwank bereits eine eigene Komik, wenn sie in ungemäßer Umgebung auftritt. Die Todesart, die der Autor gewählt hat, ist auffallend unblutig und drückt der Geschichte sein eigenes Siegel auf. Dem Leser stellt sich die Frage, was man mit den Leichen wohl machen könnte.
dô nâmen si in sâ zehant

unt leiten in zuo einer want.

der münich was ze stunde

ûf von herzen grunde

vollen wazzers worden.

(250)
Darauf nahmen sie ihn

und legten ihn an die Wand.

Der Mönch war sofort

bis ins Herz hinein

voll Wasser gelaufen.
Auch die Bereitwilligkeit der Mönche sich ins todbringende Wasser zu stürzen (V.246ff) trägt zur Komik bei.
Dieser erste Teil ist unselbstständig, da er auf die Pointe des Schlussteils zusteuert.

### Zweiter Teil
Der zweite Teil ist komplexer, was die Komik betrifft. Elemente aus dem ersten Teil, die nicht auf die Pointe hinauslaufen, werden nicht aufgenommen. Die Frau hat ihre Rolle erfüllt und wird nicht weiter erwähnt, um durch unpassende Reue komische Effekte zu stören.
Ein Teil der Komik bleibt die Vervielfältigung und Wiederholung. Dreimal schleift der Mann einen toten Mönch hinaus, damit der Schüler ihn packen und davontragen kann. Diese Ereignisse werden doppelt motiviert: Zum einen handelt es sich um einen fahrenden Schüler. Schwanktypisch werden diesen laxe Moralauffassungen zugeschrieben. Zum zweiten war er auch gerade betrunken. Auch ein betrunkener Schüler hätte sich zumindest einmal wundern müssen, aber diese Zusammenstellung genügt zur Herbeiführung einer komischen Konstellation. Mehr Rechtfertigung hätte der Komik eher geschadet. Seine Betrunkenheit führt ihn in die komische Situation der Täuschung. Er muss mit zu großem Arbeitsaufwand die zu geringe geistige Leistung kompensieren. Ohne Frage oder Widerrede schafft er den Mönch zum Rhein, möglicherweise ohne dass er dabei merkt, dass er eine Leiche wegschafft. Seine Sicht der Dinge wird potenziert mit der dreifachen Wiederholung und übersteigert durch den Vorfall mit dem vierten Mönch. Die Komik liegt in der Differenz des wahren Sachverhaltes, dass er drei verschiedene Mönche wegschafft, und der Einbildung des Schülers, in der er immer wieder denselben Mönch zum Rhein schleppt. Liegt die Differenz bei den ersten drei Mönchen lediglich bei der Zahl der Mönche, wird sie beim vierten Mönch gesteigert, da er nicht mitbekommt, dass dieser Mönch im Gegensatz zu den anderen noch lebt. Dies ist auch die makabre Pointe der Geschichte: Leben und Tod sind nicht zwei gegensätzliche Konzepte, sondern lediglich zwei Zustände, die unter etwas Alkoholeinfluss vernachlässigt werden können. Weiterhin stehen die gesteigerten Geldbeträge der Mönche im ersten Teil im Kontrast mit dem sich verringernden Lohn des Schülers mit jedem Mönch, den er wegschleppt, bis zu einem Pfennig pro Mönch.

## Niemand als Autor
Es gibt generell verschiedene Gründe, warum ein Autor sich entschließt, anonym zu bleiben. Im frühen Mittelalter wurde das Wort „Niemand“ häufig als Wortspiel benutzt. Um das 14. Jahrhundert, in dem auch dieses Werk vermutlich entstand, wurde „Niemand“ häufig lediglich als eine Möglichkeit genutzt, anonym zu bleiben. Im hier behandelten Werk ist nicht ohne Zweifel zu entscheiden, ob der Autor lediglich anonym bleiben wollte oder ob er sich bewusst für das Pseudonym entschieden hat. Es gibt aber Anhaltspunkte, dass es sich tatsächlich um ein bewusstes Pseudonym handelt, der dem Schlusssatz seine besondere Pointe gibt. In den Versen 401–404 wird gesagt, dass Gott den Mönchen ihre gerechte Strafe hat zukommen lassen, dafür, dass sie die Beichte missbraucht haben. Diese Aussage kann sich allerdings nur auf die ersten drei Mönche beziehen, da der vierte Mönch im Text als fromm und treu beschrieben wird:
Ich wolt dahin dâ hin ze mettî sîn

Und gebüezet hân die sünde mîn,
(351)
Ich wollte zur Frühmesse gehen

Und Vergebung für meine Sünden suchen.
und
er dâcht: »ach lieber herre got,

waz will dirre man an mir begân,

dem ich ken leit hân getân?«
(366)
er dachte: „ach lieber Herrgott,

was will dieser Mensch mir antun

dem ich keinerlei Leid angetan habe.“
Demzufolge ist die Schlusspointe, dass es keine Gerechtigkeit gibt, und dass Gott, zumindest in dieser Märe, keine Gerechtigkeit vertritt. Kein Mensch kann es sich erlauben, so eine Meinung zu vertreten. Das darf nur ein Niemand.
Alternativ kann man aus der Aussage interpretieren, dass, trotz der Ungerechtigkeit, die dem vierten Mönch in dieser Märe widerfährt, niemand an der Gerechtigkeit Gottes zweifeln kann. Man kann diese Interpretation widerlegen, wenn man Niemand eindeutig als Personennamen versteht, was die Großschreibung nahelegt.

## Editionen
- Werner Simon (Hrsg.): Neues Gesamtabenteuer: das ist, Fr. H. von der Hagens Gesamtabenteuer in neuer Auswahl: die Sammlung der mittelhochdeutschen Mären und Schwänke des 13. und 14. Jahrhunderts, Weidmann 1967
- De Boor, Helmut: Die deutsche Literatur: Mittelalter. Beck 1983.
- Grubmüller, Klaus (Hrsg.): Novellistik des Mittelalters: Märendichtung. Frankfurt am Main, Dt. Klassiker Verl. 1996

## Übersetzungen
- Fischer, Hans: Die schönsten Schwankerzählungen des deutschen Mittelalters. Ausgewählt und übersetzt von Hanns Fischer. Hanser Verlag 1968 S. 230–250.
- Oettinger, Klaus; Weidhase, Helmut: Minnekunst und Liebeslust am Bodensee: Lieder, Schwänke, Moralitäten und Amor-alitäten aus alten Handschriften. Faude 1985 S. 16–29.
- Wolfgang Spiewok (Hrsg.): Altdeutsches Decamerone, Rütten & Loening 1982 S. 95–102 ISBN 3-352-00268-1.

## Sekundärliteratur
- Volker Schupp: Die Mönche von Kolmar: Ein Beitrag zur Phänomologie und zum Begriff des schwarzen Humors In: Karl-Heinz Schirmer (Hrsg.): Das Märe: die mittelhochdeutsche Versnovelle des späteren Mittelalters. Darmstadt, Wiss. Buchges., 1983, S. [229]–255 (online).
- Rüdiger Schnell: Erzählstrategie, Intertextualität und ‚Erfahrungswissen‘. In: Wolfgang Haubrichs (Hrsg.): Erzähltechnik und Erzählstrategien in der deutschen Literatur des Mittelalters: Saarbrücker Kolloquium 2002. Schmidt, Berlin 2004, S. 367–385.
- Michael Waltenberger: Der vierte Mönch zu Kolmar. In: Cornelia Herberichs (Hrsg.): kein Zufall: Konzeptionen von Kontingenz in der mittelalterlichen Literatur. Vandenhoeck & Ruprecht, 2010, S. 200–215.
- Hannes Frickes: Niemand wird lesen was ich hier schreibe: über den Niemand in der Literatur. Göttingen, Wallstein 1998.
- Helmut de Boor: Die deutsche Literatur im späten Mittelalter. München 1962.
- Frauke Frosch-Freiburg: Schwankmären und Fabliaux University of Michigan, A. Kümmerle 1971.
- Joseph Bédier: Les fabliaux: études de littérature populaire et d’histoire littéraire du moyen âge. Champion, 1925 (Ausgabe 1893: Gallica).